# Католическое кладбище (Брест)
Католическое кладбище, также известное как Польское кладбище, — кладбище в пригороде Бреста, расположенное на углу ул. Пушкинская и 2- й Минский переулок . Открыто в середине 19 века, площадь 1,8 га.

## История
Оно было открыто в восточной части города в середине XIX века, когда город Брест был перенесен в связи со строительством крепости. Возможно, до сих пор здесь было более древнее кладбище. В связи со строительством железной дороги на Киев в 1870 году оно оказалось на территории Киевки. В 1942 году часть кладбища была разрушена, второй этап разрушения пришелся на послевоенное время. В 1956 году кладбище было закрыто для новых захоронений.

## Похороненные
На кладбище около 3000 могил. Выделяется братская могила воинов Войска Польского, погибших в советско-польской войне (1920-1921 гг.), часовня. Самая старая надгробная плита датируется 1835 годом. На кладбище похоронены представители местной элиты середины XIX - 1-й половины XX века католического, а иногда и православного вероисповедания, католические священники, деятели науки и культуры, простые горожане.

Надгробия выполнены на высоком художественном уровне и, в отличие от Тришинского кладбище, имеют некоторые отличительные черты, больше скульптур с изображениями ангелов, Божией Матери, Христа, многие памятники выполнены в Польше. Художественное литье представлено памятниками сталелитейных заводов Ланге, Шмидта и Хамана в Бресте.
- Выявы надмагілляў
- могила Марии Северт
- Образ Христа
- Скульптура Христа на могиле Людвики Пахульской из Шанявского
- Могила доктора медицины Павла Залевского

- Скульптура ангела на надгробии
- Могила полковницы Марии Михайловны Корсунской
- Надгробие Казимиры Осиповны Михайловой с крестом св. Петра
- Могилы польских солдат